# Camillo Rama
Camillo Rama (Brescia, 1586 – Brescia, 1627 circa) è stato un pittore italiano.

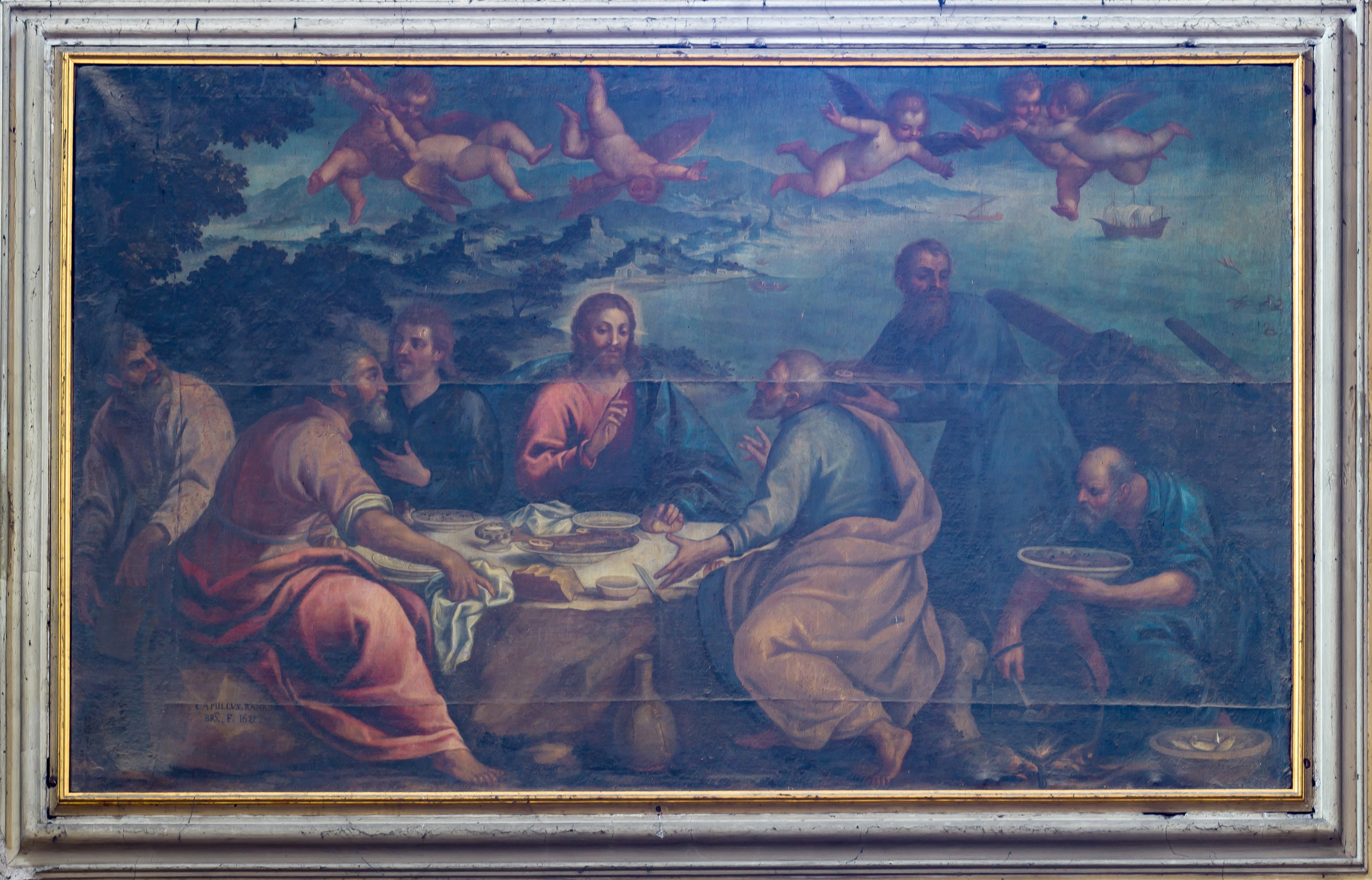
Dipinto di Rama nella Chiesa di Sant'Afra a Brescia

Allievo di Jacopo Palma il Giovane, è noto quasi esclusivamente nel contesto bresciano come autore di pale d'altare e affreschi.
Fra le opere note a Brescia si ricordano alcuni importanti affreschi nella chiesa di Santa Maria del Carmine e nella chiesa dei Santi Faustino e Giovita, eseguiti in collaborazione con Tommaso Sandrino: quest'ultimo dipingeva le quadrature e le illusorie cornici architettoniche, mentre Camillo Rama riempiva gli spazi centrali con sfondati prospettici. Perduta, invece, una serie di lunette affrescate nella chiesa di Sant'Alessandro a Brescia.
In provincia si ricordano invece alcuni affreschi nella chiesa parrocchiale di San Giorgio a Bagolino.
Per quanto riguarda le pale d'altare, invece, si ricorda la Consacrazione di san Paterio conservata nella chiesa di Sant'Afra, sul primo altare destro. Un'altra pala, le Anime del Purgatorio, era custodita sul secondo altare destro della chiesa di San Carlo, ma fu sostituita all'inizio del Settecento da una statua lignea della Madonna e ancora oggi risulta non rintracciabile.